# Meseșenii de Jos
Meseșenii de Jos (Hongaars: Magyarkecel) is een Roemeense gemeente in het district Sălaj.
Meseșenii de Jos telt 3130 inwoners.
De gemeente bestaat uit de volgende vier dorpen:
- Aghireș (Egrespatak)
- Fetindia (Gurzófalva)
- Meseșenii de Jos (Magyarkecel)
- Meseșenii de Sus (Oláhkecel).

Aghireş (Egrespatak) en Meseșenii de Jos (Magyarkecel) kennen een aanzienlijke Hongaarstalige bevolking, in het eerste dorp zijn er 588 Hongaren op een bevolking van 1 375 (43,9%) en in Magyarkecel zijn de Hongaren met 360 van de 708 inwoners zelfs een meerderheid van 51,7%. 

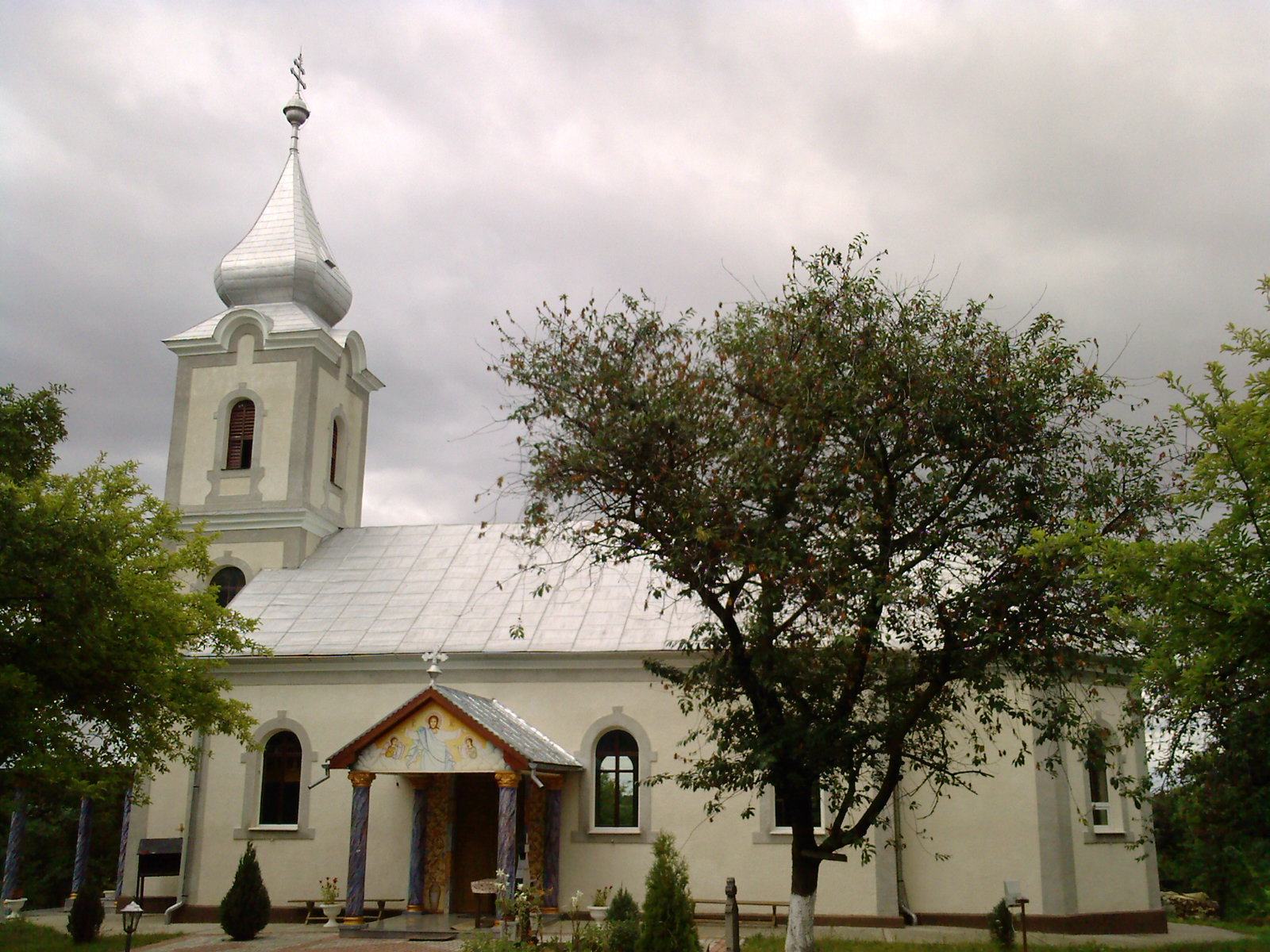
Orthodoxe kerk

De gemeente behoorde tot 1920 tot Hongarije (comitaat Szilágy), daarna werd het als gevolg van het Verdrag van Trianon onderdeel van Groot-Roemenië. In het Roemeens werd Meseșenii de Jos traditioneel Cățălul-unguresc genoemd. Een Roemeense wet uit 1925 bepaalde de nieuwe naam; Cățelul; in 1956 werd dit Cățălu. De huidige naam dateert uit 1960. Meseșenii de Sus, traditioneel Cățălul-român, was Cățelușu vanaf 1925 en Cățălușa vanaf 1956, voordat het zijn huidige naam kreeg in 1960.